# Pablo Palma
Pablo Andrés Palma Muñoz – chilijski zapaśnik walczący w stylu klasycznym. Mistrz Ameryki Południowej w 2019 roku.